# Theodor Krancke
Theodor Krancke (30. marts 1893 – 18. juni 1973) var en tysk admiral i Kriegsmarine under 2. verdenskrig.
Under ledelse af Krancke gennemførte det tyske lommeslagskib "Admiral Scheer" et fem måneder langt togt, hvor det sænkede 13 handelsskibe, en armeret handelskrydser (HMS Jervis Bay) og erobrede tre handelsskibe, i alt 115.195 tons allierede og neutrale skibe.
Under den allierede invasion i Normandiet styrede admiral Krancke fra sit hovedkvarter i Paris alle tyske flådeskibe ved Frankrig som flådens øverstkommanderende i vest foruden forskellige landbaserede flådeenheder og kystartilleri og antiluftskytsbatterier ved den franske atlanterhavskyst.

## Karriere
Krancke blev 1. April 1912 marineofficer i den Kaiserliche Marine og tjente under den 1. verdenskrig på Torpedobådene V 26, V 27 og V 80 som officer]. Efter at han i december 1917 blev forfremmet til "Oberleutnant zur See", blev han efter krigen med denne tjenestegrad overført Reichsmarine, som var navnet på den tyske flåde under Weimarrepublikken og i de første to år af Nazi-Tyskland.
Efter flere forfremmelser blev han i april 1937 udnævnt til "Kapitän zur See", hvorefter han fra oktober 1937 til august 1939 blev leder af et marineakademi. Fra oktober 1939 tjente Krancke som kommandant af Panserskibet Admiral Scheer. Da Admiral Scheer blev ombygget på et værft i Kiel, blev han i foråret 1940 overflyttet til specialstaben i Operation Weserübung i den tyske marines overkommando og medvirkede ved planlæggelsen af den tyske invasion af Norge; fra april til juni 1940 var han stabschef for den kommanderende tyske admiral i Norge.

## Udmærkelser
- Jernkorset (1914)
  - 2. klasse (maj 1915)
  - 1. klasse (27. september 1919)
- Højsøflådens emblem 1941
- Hængsel til Jernkorset (1939)
  - 2. klasse (19. oktober 1939)
  - 1. klasse (20. april 1940)
- Jernkorsets ridderkors med egeløv
  - Ridderkors (21. februar 1941)
  - 614. Egeløv (18. oktober 1944)